# Gérard de Lairesse
Gérard de Lairesse (Lieja 1640 - La Haia, 1711) va ser un pintor holandès, últim mestre rellevant del barroc de l'esmentat país.
És més cèlebre actualment pel retrat que li va fer Rembrandt que pel seu propi art, però va gaudir de renom en la seva època, la segona meitat del segle xvii, quan la pintura holandesa donava símptomes de decadència després de la mort de les seves màximes figures.

## Vida i obra
Nascut a Lieja, es va instal·lar en Amsterdam el 1665. Aquell mateix any, Rembrandt va pintar el seu cèlebre retrat (Nova York, Metropolitan Museum of Art), que ens el mostra malaltís, amb el nas deforme i demacrat, a causa d'una sífilis congènita. Malgrat la seva delicada salut, Lairesse va arribar a viure 70 anys.
L'art de Lairesse es mou en una línia classicista, lluny de la tradició holandesa i més pròxim a la pujant pintura cortesana francesa. De fet, Lairesse va contribuir a la penetració del gust francès a Holanda.
Àlies «El Poussin holandès », i fins i tot comparat amb Rafael Sanzio, Lairesse va produir majorment pintures de gran format, de mitologies i al·legories, encara que també va tocar temes de la Bíblia, si bé dins de la mateixa estètica artificiosa i monumental. El seu estil sembla derivar de múltiples artistes italians i francesos d'una generació anterior, com Salvatore Rosa, Giovanni Benedetto Castiglione, Carlo Maratta i el ja esmentat Poussin, i connecta encara més amb contemporanis seus com Charles Le Brun i Sebastiano Ricci.
Es poden esmentar obres com ara: Al·legoria dels cinc sentits, de 1668 (Glasgow) Al·legoria de la llibertat del Comerç (la Haia, Palau de la Pau) i Venus presentant les armes a Eneas (Anvers, Museu Mayer Van Der Bergh).
Encara que va pintar amb evident solvència, Lairesse no va ser tan hàbil en el color com en el dibuix: va introduir tons metàl·lics per mitjà d'una pinzellada polida, creant contrasts una mica durs. La seva tasca com a gravador és potser més estimada.
El 1690, Lairesse va quedar cec, per la qual cosa a partir de llavors es va dedicar a la teoria artística. Els seus escrits es van recopilar als llibres Fundació del dibuix (1701) i El gran llibre de la pintura (1707).
Vivint a la Haia des de 1684, va morir a l'esmentada ciutat el juliol de 1711.

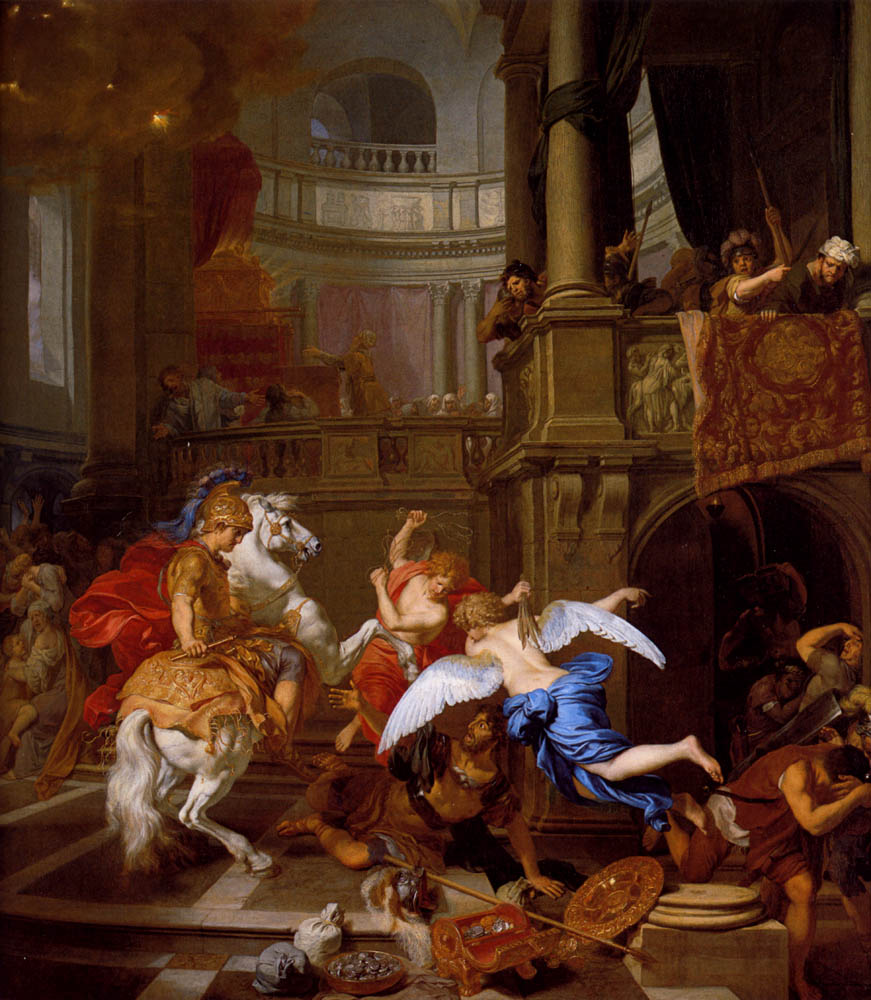
Expulsió d'Heliodoro del Temple (1674).
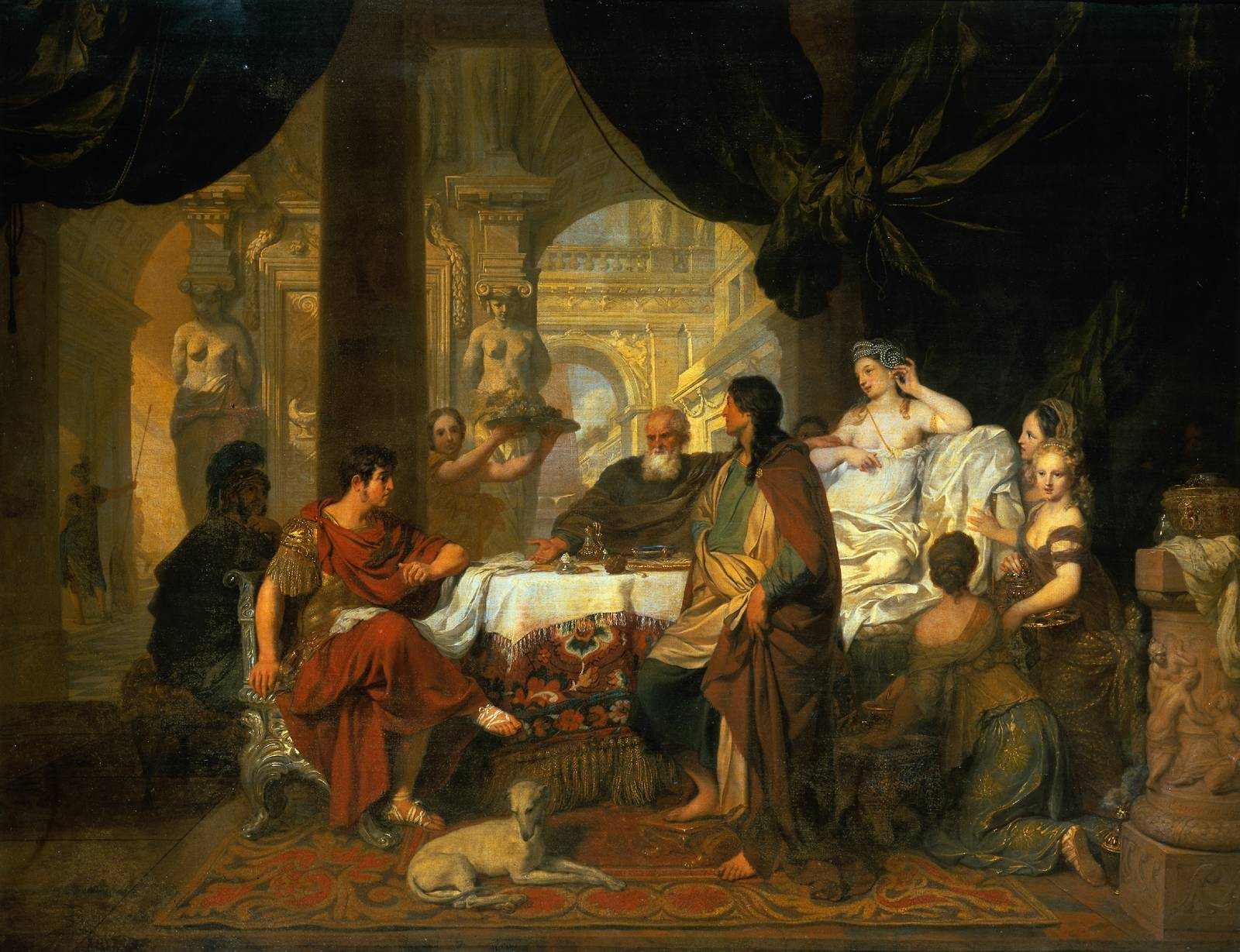
Banquet de Cleopatra (1675).
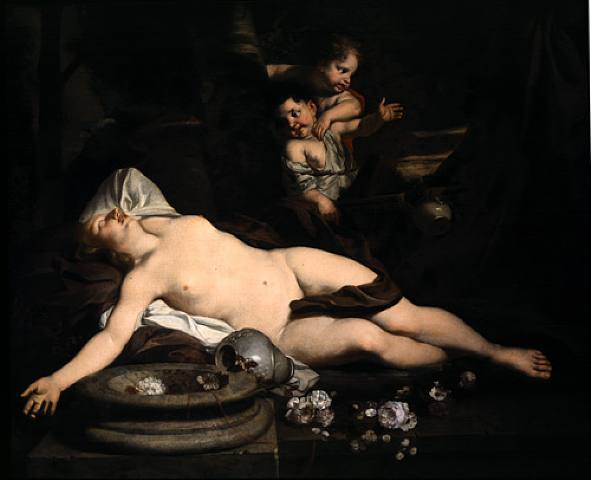
Bacant dormint.
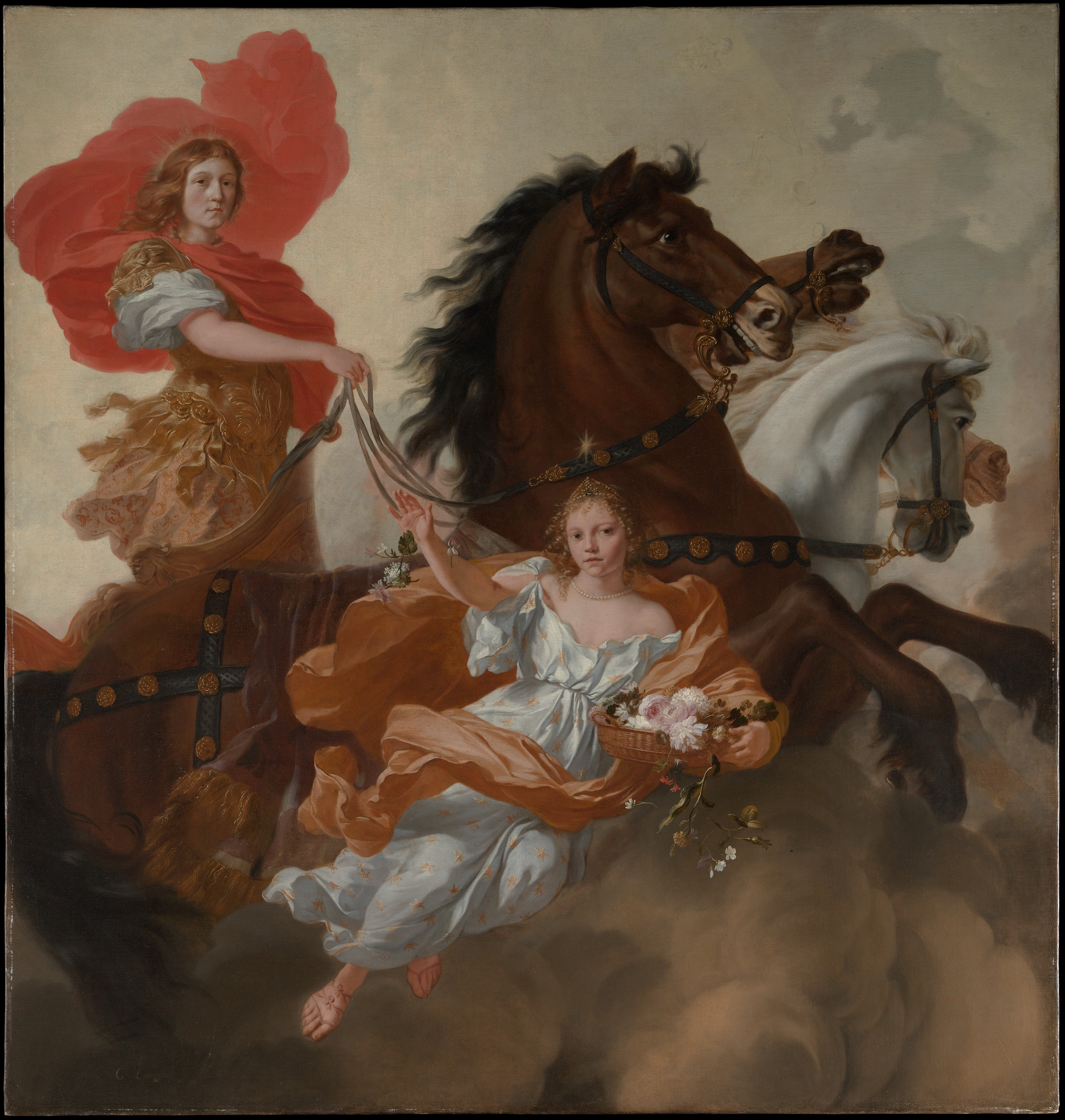
Apolo i Aurora